# Општина Амека (Халиско)
Амека (шп. Ameca) општина је у Мексику у савезној држави Халиско. Општина се налази на надморској висини од 1239 м.

## Становништво
Према подацима из 2010. у општини је живело 57340 становника.

### Хронологија
| Година       | 2000                  | 2005                  | 2010                  |
| ------------ | --------------------- | --------------------- | --------------------- |
| Становништво | 56681 (27530 / 29151) | 54161 (26069 / 28092) | 57340 (28013 / 29327) |

### Попис
| \| \| м \| \| \| ж \| \| 0—2 \| 1.578 \| \| \| 1.543 \| \| 3—5 \| 1.557 \| \| \| 1.599 \| \| 6—11 \| 3.380 \| \| \| 3.302 \| \| 12—14 \| 1.605 \| \| \| 1.568 \| \| 15—17 \| 1.636 \| \| \| 1.629 \| \| 18—24 \| 3.305 \| \| \| 3.445 \| \| 60+ \| 3.555 \| \| \| 3.781 \| \| Просек : \| 30,2 \| \| \| 30,9 \| |       |  |  |       |
| |       |  |  |       |
| | м     |  |  | ж     |
| 0—2 | 1.578 |  |  | 1.543 |
| 3—5 | 1.557 |  |  | 1.599 |
| 6—11 | 3.380 |  |  | 3.302 |
| 12—14 | 1.605 |  |  | 1.568 |
| 15—17 | 1.636 |  |  | 1.629 |
| 18—24 | 3.305 |  |  | 3.445 |
| 60+ | 3.555 |  |  | 3.781 |
| Просек : | 30,2  |  |  | 30,9  |

| #   | Индикатор                                                                                        | Вредност |
| --- | ------------------------------------------------------------------------------------------------ | -------- |
| 1   | Становништво од 0 до 2 године                                                                    | 3121     |
| 2   | Мушко становништво од 0 до 2 године                                                              | 1578     |
| 3   | Женско становништво од 0 до 2 године                                                             | 1543     |
| 4   | Становништво са 3 и више година                                                                  | 53982    |
| 5   | Мушко становништво са 3 и више година                                                            | 26317    |
| 6   | Женско становништво са 3 и више година                                                           | 27665    |
| 7   | Становништво са 5 и више година                                                                  | 51845    |
| 8   | Мушко становништво са 5 и више година                                                            | 25263    |
| 9   | Женско становништво са 5 и више година                                                           | 26582    |
| 10  | Становништво са 12 и више година                                                                 | 44144    |
| 11  | Мушко становништво са 12 и више година                                                           | 21380    |
| 12  | Женско становништво са 12 и више година                                                          | 22764    |
| 13  | Становништво са 15 и више година                                                                 | 40971    |
| 14  | Мушко становништво са 15 и више година                                                           | 19775    |
| 15  | Женско становништво са 15 и више година                                                          | 21196    |
| 16  | Становништво са 18 и више година                                                                 | 37706    |
| 17  | Мушко становништво са 18 и више година                                                           | 18139    |
| 18  | Женско становништво са 18 и више година                                                          | 19567    |
| 19  | Становништво од 3 до 5 година                                                                    | 3156     |
| 20  | Мушко становништво од 3 до 5 година                                                              | 1557     |
| 21  | Женско становништво од 3 до 5 година                                                             | 1599     |
| 22  | Становништво од 6 до 11 година                                                                   | 6682     |
| 23  | Мушко становништво од 6 до 11 година                                                             | 3380     |
| 24  | Женско становништво од 6 до 11 година                                                            | 3302     |
| 25  | Становништво од 8 до 14 година                                                                   | 7632     |
| 26  | Мушко становништво од 8 до 14 година                                                             | 3880     |
| 27  | Женско становништво од 8 до 14 година                                                            | 3752     |
| 28  | Становништво од 12 до 14 година                                                                  | 3173     |
| 29  | Мушко становништво од 12 до 14 година                                                            | 1605     |
| 30  | Женско становништво од 12 до 14 година                                                           | 1568     |
| 31  | Становништво од 15 до 17 година                                                                  | 3265     |
| 32  | Мушко становништво од 15 до 17 година                                                            | 1636     |
| 33  | Женско становништво од 15 до 17 година                                                           | 1629     |
| 34  | Становништво од 18 до 24 године                                                                  | 6750     |
| 35  | Мушко становништво од 18 до 24 године                                                            | 3305     |
| 36  | Женско становништво од 18 до 24 године                                                           | 3445     |
| 37  | Женско становништво од 15 до 49 година                                                           | 14805    |
| 38  | Становништво са 60 и више година                                                                 | 7336     |
| 39  | Мушко становништво са 60 и више година                                                           | 3555     |
| 40  | Женско становништво са 60 и више година                                                          | 3781     |
| 41  | Однос између мушкараца и жена                                                                    | 95.52    |
| 42  | Становништво од нуле до 14 година                                                                | 16132    |
| 43  | Становништво од 15 до 64 године                                                                  | 35689    |
| 44  | Становништво од 65 година и више                                                                 | 5282     |
| 45  | Просечан број деце                                                                               | 2.78     |
| 46  | Становништво рођено у ентитету                                                                   | 52817    |
| 47  | Мушко становништво рођено у ентитету                                                             | 25675    |
| 48  | Женско становништво рођено у ентитету                                                            | 27142    |
| 49  | Становништво рођено у другом ентитету                                                            | 3258     |
| 50  | Мушко становништво рођено у другом ентитету                                                      | 1708     |
| 51  | Женско становништво рођено у другом ентитету                                                     | 1550     |
| 52  | Становништво од 5 година и више резидентно у ентитету у јуну 2005. године                        | 49193    |
| 53  | Мушко становништво старосног доба од 5 година и више, резидентно у ентитету у јуну 2005. године  | 23599    |
| 54  | Женско становништво старосног доба од 5 и више година, резидентно у ентитету у јуну 2005. године | 25594    |
| 55  | Становништво од 5 година и више које је живело у другом ентитету у јуну 2005. године             | 738      |
| 56  | Мушко становништво старије од 5 година које је живело у другом ентитету у јуну 2005. године      | 399      |
| 57  | Женско становништво старије од 5 година које је живело у другом ентитету у јуну 2005. године     | 339      |
| 58  | Становништво од 3 године и више које говори аутохтони језик                                      | 155      |
| 59  | Мушко становништво старо 3 године и више које говори аутохтони језик                             | 98       |
| 60  | Женско становништво старо 3 године и више које говори аутохтони језик                            | 57       |
| 61  | Становништво од 3 године и више које говори аутохтони језик и не говори шпански језик            | 1        |
| 62  | Мушко становништво старо 3 године и више које говори аутохтони језик и не говори шпански         | 1        |
| 63  | Женско становништво старо 3 године и више које говори аутохтони језик и не говори шпански језик  | 0        |
| 64  | Становништво старо 3 године и више које говори аутохтони језик и шпански                         | 91       |
| 65  | Мушко становништво старо 3 године и више које говори аутохтони језик и шпански                   | 59       |
| 66  | Женско становништво старо 3 године и више које говори аутохтони језик и шпански                  | 32       |
| 67  | Становништво од 5 година и више које говори аутохтони језик                                      | 152      |
| 68  | Становништво од 5 година и више које говори аутохтони језик и не говори шпански језик            | 1        |
| 69  | Становништво од 5 година и више које говори аутохтони језик и говори шпански језик               | 90       |
| 70  | Становништво у домородачким домаћинствима                                                        | 349      |
| 71  | Становништво са ограничењима у активностима                                                      | 3245     |
| 72  | Становништво са ограниченим ходањем или кретањем, горе или доле                                  | 1950     |
| 73  | Становници са ограничењима вида, чак и уз кориштење сочива                                       | 825      |
| 74  | Становништво са ограничењима говора, комуникације или конверзације                               | 314      |
| 75  | Становништво са ограниченим слухом                                                               | 358      |
| 76  | Становништво са ограничењима при одевању, купању или јелу                                        | 216      |
| 77  | Становништво са ограничењима у опажању или учењу једноставних ствари                             | 187      |
| 78  | Становништво са менталним ограничењима                                                           | 346      |
| 79  | Становништво без ограничења активности                                                           | 53686    |
| 80  | Становништво од 3 до 5 година које не похађа школу                                               | 1317     |
| 81  | Мушко становништво од 3 до 5 година које не похађа школу                                         | 642      |
| 82  | Женско становништво од 3 до 5 година које не похађа школу                                        | 675      |
| 83  | Становништво од 6 до 11 година које не похађа школу                                              | 120      |
| 84  | Мушко становништво од 6 до 11 година које не похађа школу                                        | 69       |
| 85  | Женско становништво од 6 до 11 година које не похађа школу                                       | 51       |
| 86  | Становништво од 12 до 14 година које не похађа школу                                             | 213      |
| 87  | Мушко становништво од 12 до 14 година које не похађа школу                                       | 116      |
| 88  | Женско становништво од 12 до 14 година које не похађа школу                                      | 97       |
| 89  | Становништво од 15 до 17 година похађа школу                                                     | 2146     |
| 90  | Мушко становништво од 15 до 17 година похађа школу                                               | 1014     |
| 91  | Женско становништво између 15 и 17 година живота у школи                                         | 1132     |
| 92  | Становништво од 18 до 24 године похађа школу                                                     | 1650     |
| 93  | Мушко становништво од 18 до 24 године похађа школу                                               | 822      |
| 94  | Женско становништво од 18 до 24 године похађа школу                                              | 828      |
| 95  | Становништво од 8 до 14 година које не може да чита и пише                                       | 118      |
| 96  | Мушко становништво старосног доба од 8 до 14 година које не може да чита и пише                  | 73       |
| 97  | Женско становништво старосног доби од 8 до 14 година које не може да чита и пише                 | 45       |
| 98  | Становништво од 15 година и више које је неписмено                                               | 2127     |
| 99  | Мушко становништво од 15 година и више које је неписмено                                         | 1075     |
| 100 | Женско становништво од 15 година и више које је неписмено                                        | 1052     |
| 101 | Становништво старо 15 и више година без школовања                                                | 2286     |
| 102 | Мушко становништво старо 15 и више година без школовања                                          | 1170     |
| 103 | Женско становништво старо 15 и више година без школовања                                         | 1116     |
| 104 | Становништво старосног доба 15 и више година са непотпуним основним образовањем                  | 7511     |
| 105 | Мушко становништво старосног доба од 15 година и више са непотпуном основним образовањем         | 3507     |
| 106 | Женско становништво старосног доба 15 и више година са непотпуном основним образовањем           | 4004     |
| 107 | Становништво старо 15 и више година са комплетним основним образовањем                           | 7649     |
| 108 | Мушко становништво старо 15 година и више са комплетним основним образовањем                     | 3613     |
| 109 | Женско становништво старо 15 и више година са комплетним основним образовањем                    | 4036     |
| 110 | Становништво старосног доба 15 и више година са непотпуним средњим образовањем                   | 2092     |
| 111 | Мушко становништво старосног доба од 15 година и више са непотпуним средњим образовањем          | 1185     |
| 112 | Женско становништво старосног доба од 15 година и више са непотпуним средњим образовањем         | 907      |
| 113 | Становништво старо 15 и више година са пуним секундарном образовањем                             | 9010     |
| 114 | Мушко становништво старосног доба од 15 година и више са пуним секундарном образовањем           | 4358     |
| 115 | Женско становништво старосног доба од 15 година и више са пуним секундарном образовањем          | 4652     |
| 116 | Становништво старије од 18 година са постосновним образовањем                                    | 10441    |
| 117 | Мушко становништво старије од 18 година са постосновним образовањем                              | 5043     |
| 118 | Женско становништво старије од 18 година са постосновним образовањем                             | 5398     |
| 119 | Просечна оцена школовања                                                                         | 7.94     |
| 120 | Просечан ниво образовања мушке популације                                                        | 7.95     |
| 121 | Просечан ниво образовања женског становништва                                                    | 7.94     |
| 122 | Економски активно становништво                                                                   | 21129    |
| 123 | Економски активна мушка популација                                                               | 15295    |
| 124 | Економски активна женска популација                                                              | 5834     |
| 125 | Становништво које није економски активно                                                         | 22696    |
| 126 | Мушко становништво које није економски активно                                                   | 5864     |
| 127 | Женско становништво које није економски активно                                                  | 16832    |
| 128 | Запослено становништво                                                                           | 20130    |
| 129 | Запослено мушко становништво                                                                     | 14420    |
| 130 | Запослено женско становништво                                                                    | 5710     |
| 131 | Незапослена популација                                                                           | 999      |
| 132 | Незапослена мушка популација                                                                     | 875      |
| 133 | Незапослена женска популација                                                                    | 124      |
| 134 | Становништво без права на здравствене услуге                                                     | 18412    |
| 135 | Становништво које има право на здравствене услуге                                                | 38627    |
| 136 | Становништво које има право на ИМСС                                                              | 17412    |
| 137 | Становништво које има право на социјално осигурање                                               | 3537     |
| 138 | Становништво које има право на државно социјално осигурање                                       | 64       |
| 139 | Становништво које има право на опште осигурање или здравствено осигурање за нову генерацију      | 16264    |
| 140 | Становништво које је било једном или није било у браку током 12 година и више                    | 15012    |
| 141 | Венчано или уједињено становништво од 12 година и више                                           | 25211    |
| 142 | Становништво које је било у браку или уједињено 12 година и више                                 | 3885     |
| 143 | Становништво са католичком религијом                                                             | 52593    |
| 144 | Протестанти, еванђелисти и библијски следбеници различити од еванђелиста                         | 2952     |
| 145 | Становништво са другим религијама различитим од претходних                                       | 14       |
| 146 | Становништво без религије                                                                        | 1051     |
| 147 | Укупно пописаних домаћинства                                                                     | 15477    |
| 148 | Пописна домаћинства на челу са мушкарцима                                                        | 12039    |
| 149 | Пописна домаћинства на челу са женама                                                            | 3438     |
| 150 | Становништво у пописним домаћинствима                                                            | 56920    |
| 151 | Становништво у пописним домаћинствима на челу са мушкарцима                                      | 46762    |
| 152 | Становништво у пописним домаћинствима на челу са женама                                          | 10158    |
| 153 | Укупно домаћинстава                                                                              | 19935    |
| 154 | Укупно насељених домаћинстава                                                                    | 15559    |
| 155 | Укупно приватних кућа                                                                            | 19853    |
| 156 | Насељени приватни домови                                                                         | 15477    |
| 157 | Укупно насељених приватних кућа                                                                  | 15554    |
| 158 | Ненасељене приватне куће                                                                         | 2805     |
| 159 | Појединачна домаћинства за привремену употребу                                                   | 1571     |
| 160 | Становници у насељеним приватним кућама                                                          | 56920    |
| 161 | Насељеност станара у приватним становима                                                         | 3.68     |
| 162 | Просечно становника по соби у приватним насељеним домаћинствима                                  | 0.93     |
| 163 | Појединачна домаћинства са подовима од различитих материјала од земље                            | 15177    |
| 164 | Појединачна домаћинства у приземљу                                                               | 278      |
| 165 | Појединачна домаћинства са једном спаваћом собом                                                 | 4392     |
| 166 | Појединачна домаћинства са две спаваће собе и више                                               | 11057    |
| 167 | Појединачна домаћинства са једним собом                                                          | 354      |
| 168 | Појединачна домаћинства са две собе                                                              | 1812     |
| 169 | Појединачна домаћинства са 3 собе и више                                                         | 13273    |
| 170 | Појединачна домаћинства која имају електрично светло                                             | 15319    |
| 171 | Појединачна домаћинства која немају електрично светло                                            | 139      |
| 172 | Појединачна домаћинства која имају водоводну воду у стамбеном простору                           | 14017    |
| 173 | Појединачна домаћинства која немају водоводну воду у стамбеном простору                          | 1429     |
| 174 | Појединачна домаћинства која имају тоалет                                                        | 15050    |
| 175 | Појединачна домаћинства која имају канализацију                                                  | 15077    |
| 176 | Појединачна домаћинства која немају канализацију                                                 | 360      |
| 177 | Појединачна домаћинства која имају електрично светло, довод воде из јавне мреже и канализацију   | 13685    |
| 178 | Појединачна домаћинства без икаквих услова                                                       | 124      |
| 179 | Појединачна домаћинства која имају радио                                                         | 13138    |
| 180 | Појединачна домаћинства која имају телевизор                                                     | 14909    |
| 181 | Појединачна домаћинства која имају фрижидер                                                      | 14383    |
| 182 | Појединачна домаћинства која имају машину за веш                                                 | 12240    |
| 183 | Појединачна домаћинства која имају аутомобил или комби                                           | 8833     |
| 184 | Појединачна домаћинства која имају рачунар                                                       | 3827     |
| 185 | Појединачна домаћинства која имају фиксну телефонску линију                                      | 7538     |
| 186 | Појединачна домаћинства која имају мобилни телефон                                               | 9857     |
| 187 | Појединачна домаћинства која имају приступ интернету                                             | 2502     |